# Осмоловський Віктор Дмитрович
Віктор Дмитрович Осмоловський (3 серпня 1875, Кишинів, Бессарабська губернія, Російська імперія —? )  — підполковник Російської Армії, служив у Армії УНР.

## Життєпис
Народився 3 серпня 1875 р. в Кишиневі в сім'ї помічника ревізора губернської Контрольної палати Дмитра Івановича Осмоловського. Походив з давнього дворянського роду Бонч-Осмоловських, відомого з початку XVI століття. Бессарабську гілку роду внесено в Дворянську родовідну книгу Бессарабської губернії в 1880 р.. Приставка “Бонч” у прізвищі була втрачена, є заява Д. Осмоловського до дворянських зборів з проханням її відновити.
Сім’я була багатодітною, Віктор мав 6 братів і 2 сестер. Для утримання сім’ї батько ще викладав у сільськогосподарському училищі, а старші брати підробляли репетиторством. Отримав середню освіту в Комратському реальному училищі.

### Служба в російській армії
Закінчив курс 2-х класів в Костянтинівському артилерійському училищі в Санкт-Петербурзі по І-му розряду. 
Брав участь в Російсько-японській війні. Служив в артилерійських частинах 2-ї Маньчжурської армії, в  грудні 1905 р. був призначений членом бригадного суду, а потім бригадним скарбником.  
Після повернення в Кишинів служив у 14-й Артилерійській бригаді 14-ї піхотної дивізії. З початком І-ї світової війни продовжував службу в 63-й Артилерійській бригаді 63-ї піхотної дивізії, сформованої в липні 1914 р. із кадру 14-ї дивізії. В чині штабс-капітана командував 4-ю батареєю 40 мортирного артилерійського дивізіону, в бою поблизу Лодзі у листопаді 1914 р. був поранений в спину і контужений. Після лікування повернувся в армію, з квітня 1915 р. командував 2-ю батареєю, а потім 1-м артилерійським дивізіоном.
Генерал В.І. Соколов писав: …1-й дивізіон отримав корінний офіцер 14 бригади Осмоловський, живий і енергійний, незважаючи на свою зайву повноту, вже поранений і контужений протягом війни. Справу свою він знав і дивізіоном командував гідно. 
Нагороди: ордени Св. Анни 4-го ст., Св. Станіслава 3-го ст., Св. Анни 3-го ст., Св. Володимира 4-го ст., Св. Станіслава 2-го ст., темно-бронзова медаль за пам’ять Російсько-Японської війни 1904-1905 рр.  
Останнє звання у російській армії— підполковник (з 25 червня 1915 р.).
Звільнився з армії в 1917 р. за станом здоров’я і повернувся до Кишинева. З кінця грудня 1917 р. по 30 квітня 1918 р. служив у військах територіальної оборони Молдовської Демократичної Республіки, займався формуванням важкого артилерійського дивізіону. Очолював республіканську комісію по присвоєнню чергових військових звань офіцерам, був представлений до чину полковника. З 1918 р. згадується як полковник.

### Служба в армії УНР
27 серпня 1918 р. полковник В. Осмоловський подавав свою кандидатуру на посаду заступника голови Одеської міської ради, але від участі у виборах відмовився.
У кінці листопада 1918 р. полковник Осмоловський входив до складу делегації Директорії по перемир'ю з німцями, а 28 листопада 1918 року в головній німецькій квартирі Київської групи військ став співпідписантом угоди про перемир'я між представниками німецького штабу, німецького совіту солдатських депутатів та представниками війська Петлюри.
Із 5 січня 1919 р. по березень 1919 р. – отаман 3-го Херсонського (нового) Армійського Корпусу Дієвої армії УНР. Входив до складу Революційного комітету в Вапнярці, створеного О.І. Волохом під час самочинного захоплення влади в Запорізькому корпусі (березень 1919 р.). Далі знаходився в запасі.
З 9 липня по 29 вересня 1919 р. – начальник Волинської групи Дієвої армії УНР. Його командування Волинською групою у вересневих боях з денікінцями на одеському напрямку склалося невдало, і Осмоловського змістили з посади. 
Про цей період служби полковника Осмоловського писав історик Михайло Ковальчук: Настрій частин був катастрофічним. Частини І-ї Північної дивізії в районі Ольгопіль-Гайворон відступали майже без боїв при найменших ознаках появи ворожої кінноти. …Геть деморалізованою була і 4-та Сірожупанна дивізія… Про стан 2-ї дивізії, нещодавно сформованої та ще незміцнілої як військове з’єднання, годі було й казати. Таким чином, з’єднання Волинської групи перебували в безперервному відступі та втрачали боєздатність. 29 вересня отамана Бонч-Осмоловського було звільнено з посади командувача Волинської групи .
З листопада 1919 р. В. Осмоловський служив помічником начальника Запорізької групи Дієвої армії УНР. Про його настрої в той період є інформація в рапорті російського агента, підполковника Я. Макогона,  російському військовому аташе в Польщі: Запорізька група на південний схід від Жмеринки і Вапнярки. Командує групою ген. майор Омелянович-Павленко. … Помічником у нього полковник Осмоловський, теж кадровий офіцер, родом з Бессарабії, дуже хоробрий. Чекає випадку втекти до Добровольців. Слід зазначити, що В. Осмоловський був українцем, імовірно, служив в армії УНР з патріотичних міркувань. Є також відомості, що в армії УНР служив і його старший брат Леонід.  
За наявними даними В. Осмоловський перебував в Україні до кінця 1920 р.

### Подальша доля
В 1921 р. В. Осмоловський повернувся в Бессарабію. До 1940 р. проживав у Кишиневі, який входив до складу Румунії. До 1930 р. – офіцер запасу Румунської армії, потім військовий пенсіонер за інвалідністю. Під Кишиневом у селі Трушени  мав 17 гектарів саду, 3,5 гектари винограднику та невеличкий будинок, займався сільським господарством.
В 1936 р. арештовувався Сигуранцею за підозрою у шпигунстві, але звинувачення були зняті.
Після приєднання Бессарабії до СРСР був заарештований НКВС. При арешті з його квартири вилучили мисливську рушницю, дрібнокаліберну гвинтівку, револьвер “бульдог” і документи, але сама квартира не опечатувалась. Свою службу в армії УНР йому вдалося приховати. За формування артилерійських військ “контрреволюційної” Молдовської республіки, та за участь у “контрреволюційному” Союзі офіцерів 4 листопада 1940 р. був засуджений Особливою Нарадою при НКВС СРСР до заслання в Казахстан  на термін п’ять років. Подальша доля невідома. Реабілітований в 1989 р.

## Сім’я
Був одружений з Лук’яновою Ларисою Семенівною, діти: дочка Тетяна (нар. 23 лютого 1908 р.); син Ігор (нар. 3 березня 1912 р.).